# James Banks (cestista 1962)
James Banks (Atlanta, 31 dicembre 1962) è un ex cestista statunitense, professionista in Europa.

## Carriera
Venne selezionato dai Philadelphia 76ers al terzo giro del Draft NBA 1984 (48ª scelta assoluta).